# Cattarói matrózlázadás

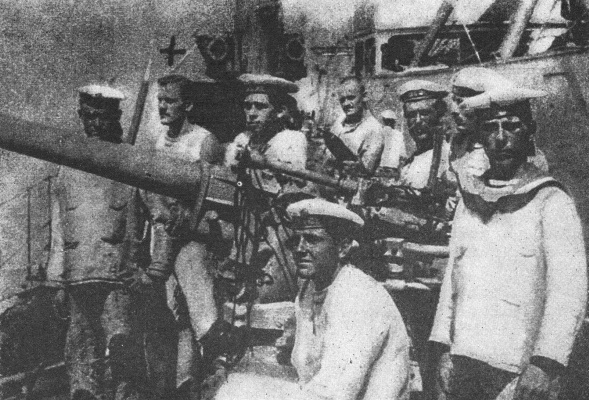
Lázadó matrózok 1918. február 1-jén, a felkelés első napján

A cattarói matrózlázadás (németül Matrosenaufstand von Cattaro, vagy Matrosenmeuterei in Cattaro) az Osztrák–Magyar Monarchia haditengerészetében szolgáló, különböző nemzetiségű matrózok által kirobbantott felkelés volt az első világháború vége felé, 1918. február 1. és 3. között. A lázadók több Cattaróban (Kotor) állomásozó cirkáló és romboló fölött is átvették a parancsnokságot, és követeléseket fogalmaztak meg. A Pólából küldött egységeknek azonban a matrózok a harmadik napon ellenállás vagy harc nélkül megadták magukat.

## Okai
A háború immáron négy éve zajlott, pedig a katonákat sok helyen azzal búcsúztatták 1914 végén, hogy év végére hazatérhetnek. Az a mondat, amit II. Vilmos német császár mondott, szinte szállóigévé vált: „Mire a falevelek lehullanak, győztes katonáim itthon lesznek!” A nagy csatahajók az antant erőfölénye miatt már évek óta döntően a kikötőkben várakoztak tétlenül. Emiatt a legénység körében egyre vadabb elképzelések láttak napvilágot, ahogy nyugtalanítóan hatott az Oroszországban lejátszódott forradalom is.
A követeléseknek csak egy része volt politikai (nemzetiségi képviselet, azonnali béke és részvétel a kormányban), a többi inkább anyagi, személyes jellegű (bér, ellátás, ruha).

## Lefolyása

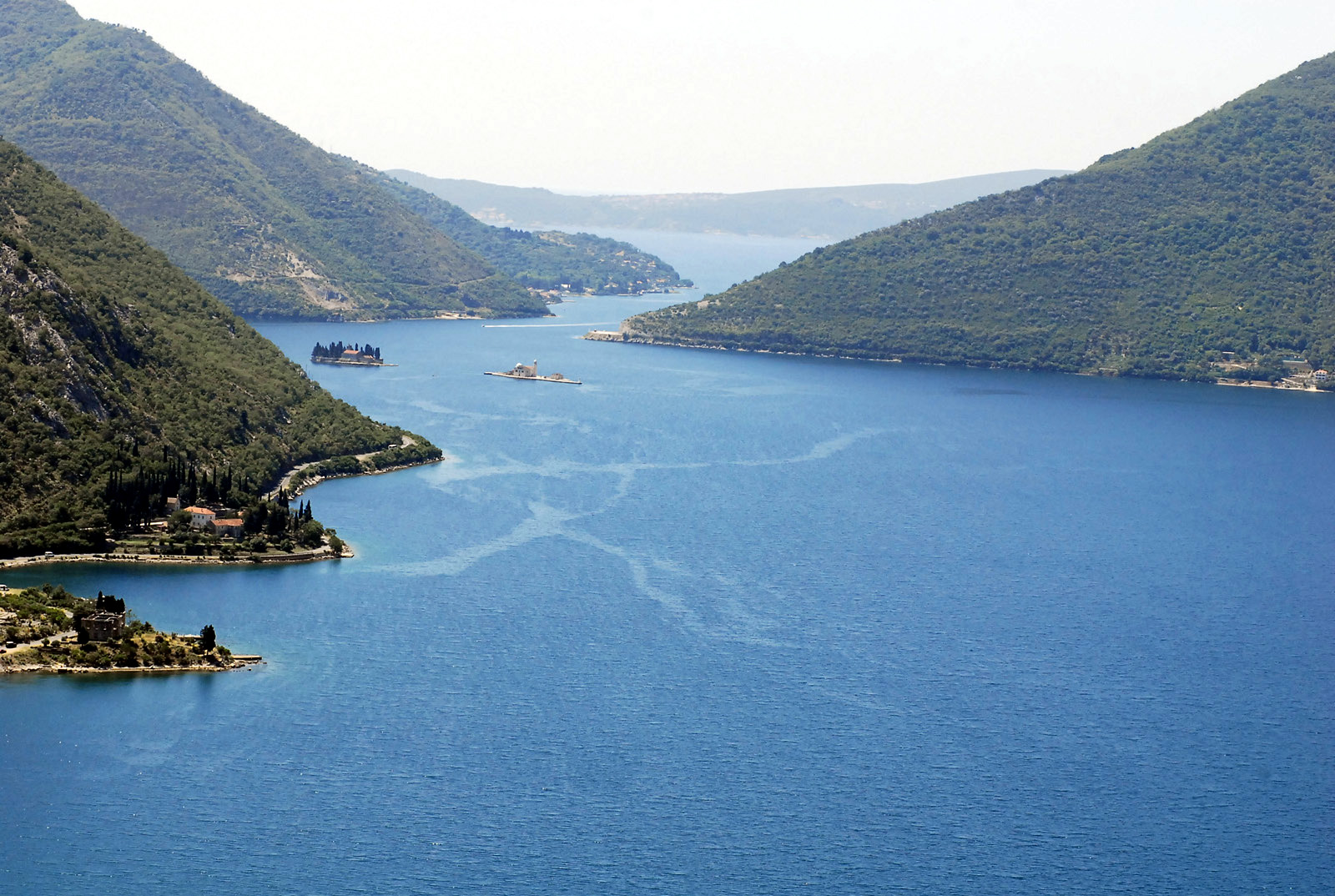
A Kotori-öböl, a lázadás helyszíne

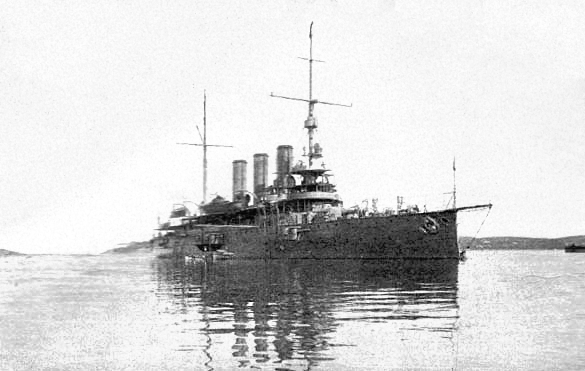
Az SMS St. Georg, a lázadás egyik vezérhajója

Még január közepén, egy Bécsújhelyről kirobbant sztrájkhullám hatására kezdődött maga a megmozdulás, egyszerre Kotorban, illetve Pólában. Míg Pólában inkább csak forrongott a legénység, folyamatosan „Hurrá, hurrá!” szavakat kiabáltak, illetve távoztak a vacsoráról, addig Kotorban merőben más volt a helyzet. Itt a kikötőben állomásozó SMS St. Georg páncélos cirkálón a matrózok szuronnyal és puskával felfegyverkezve követelték a békét. Felvonták a vörös lobogót, majd még számos más hajó is követte példáját (például SMS Kaiser Karl VI.). A zendülők feltörték a fegyverraktárakat és elkezdtek lövöldözni azokra, akik csillapítani próbálták őket. Egyes hajókon a lázadó matrózokat kitették, és a többiek elhajóztak (SMS Novara). Más hajókon a matrózok hűek maradtak a tisztekhez. A horvát Anton Grabar II. osztályú matróz a tömeg élénk helyeselésével követelte Alexander Hansa ellentengernagytól a legénység azonnali hazabocsátását és az élelmezés javítását. Hamarosan élénk csónakforgalom indult meg a hajók között. Megalakultak a matrózbizottságok, a St Georgon a Központi matróztanács amely teljesen átvette a lázadás irányítását. A tanács elnöke Franz Rasch hajómester lett. 14:00-kor megkezdődött a matrózok tanácskozása. Határozataik között szerepelt a vörös lobogó azonnali felvonása, a tisztek lefegyverzése és az irányítást a legénység vegye át. A szárazföldre fegyveres járőröket küldtek. Ezalatt Hansa ellentengernagy eltávolította a cirkáló fő adóberendezésének biztosítékát. 16:00-kor megérkezett a vezérhajóra a flottaparancsnokság első sürgönye. Hansa a cirkálóra kérte a küldötteket, ismertette a sürgönyt ("…uralkodónk minden erejével a békén munkálkodik… mindenki térjen vissza a kötelezettségéhez…"), majd felszólította őket, hogy írásban nyújtsák be a követeléseiket.
1. Intézkedéseket kell tenni egy azonnali, általános béke megkötésére

2. Teljes politikai függetlenség más hatalmaktól.

3. Békekötés az orosz demokratikus békejavaslatok alapján "annexió nélküli béke" stb.

4. Teljes leszerelés és önkéntes milícia felállítása.

5. Népek önrendelkezési joga.

6. Lojális válasz Wilson jegyzékére.

7. A bevonultak hozzátartozói részére hatékonyabb támogatás és elegendő (megfelelő) ellátásuk élelmiszerrel és ruhaneművel.

8. Demokratikus kormányformák.

1. Az elégtelen élelmezés miatt el kell hagyni minden szükségtelen munkát és gyakorlatot. A munkáscsoportok részére külön élelmezési kiszabat.

2. Több és hosszabb kimenő.

3. Legalább hat havonta 31 nap szabadság az utazási napok nélkül. Ugyan ez vonatkozzék a tisztekre is.

4. Bevezetése az emberhez méltó és gyors szabadságos vonatok indításának, a szabadságoltak részére az élelmezési illeték felemelése és esetleg az élelmezés természetbeni kiadása.

5. Igazságos élelmezés a hajókon. Tisztek és legénység ugyanazon a konyhán kosztoljanak.

6. Úgy a tisztek, mint a legénység jobb dohányellátása.

7. A levélcenzúra megszüntetése.

8. Némely hajók és naszádok különleges kívánságainak tekintetbe vétele.

9. Ennek a tüntetésnek nem lehet semmi néven nevezhető megtorlása."
Hosszas tárgyalások kezdődtek. Miután a küldöttek elmentek, Hansa ellentengernagynak, de a legtöbb tisztnek is, az volt a benyomása, hogy reggelre a lázadás elcsitul. Ám ezen a tárgyaláson Franz Rasch címzetes hajómester nem vett részt, mivel távollétében választották meg vezetőnek. Amint visszatért kezébe vette az irányítást. Felszólító üzenetet küldött azokra hajókra, ahol még nem vonták fel a vörös lobogót, tegyék meg, mert lőni kezdi őket.
Mivel Pólában egy nap alatt sikerült úrrá lenni a helyzeten, ezért a hadvezetőség elhatározta, hogy akár erővel is letöri a cattarói matrózlázadást. Majdnem minden bevethető erejét Kotorba irányította Karl Seidensacher ellentengernagy vezetésével. A vállalkozás teljes sikert aratott, a felkelők a túlerő láttán megadták magukat. Február 3-ára teljesen helyreállt a rend a flotta kötelékében.

## Utóélet
A lázadás összeomlása után a rögtön összeülő hadbíróság a felkelés négy vezetőjére halálbüntetést, hét másikra életfogytiglant szabott ki, valamint 385 tengerészt hosszabb-rövidebb idejű börtönbüntetésre ítélték, akik közül egy kivétellel mindegyik kegyelmet kapott még a háború folyamán. Háborús időben lezajlott lázadásért ez kiemelkedően enyhe büntetésnek nevezhető.
A lázadásba azonban belebukott Njegovan parancsnok, ezért az uralkodó, IV. Károly ezután számos magasabb beosztásban lévő tisztet megelőzve Horthy Miklóst nevezte ki a flotta élére.

## Tévhitek
A cattarói matrózlázadást a későbbi, főleg kommunista történetírás mint a Monarchia egyik nagy szégyenét írta le, és általában „leverésről”, „véres megtorlásról” írtak a valóságtól teljesen elrugaszkodva, adatok és források figyelembevétele nélkül. Napjainkban is sűrűn előfordul, hogy Horthy Miklóst vádolják a „leveréssel”. Ezzel a képpel a mai napig sok ember nem szakított, lehet találni ilyen jellegű írásokat. Szintén a marxista történetírók igyekeztek mindig bizonyítani azt a vádat, hogy Horthy tevékenyen részt vett a hadműveletben, sőt vezette azt. Ez teljes valótlanság, ugyanis Seidensacher ellentengernagy vezette az erőket, a hadbíróság ítéletét Franz von Keil és Fiedler Pál tengernagyok írták alá, Károly István tengernagy hagyta jóvá. Horthy, mint az SMS Viribus Unitis parancsnoka, egyébként is alárendeltje volt Seidensachernak és el sem mozdult Pólából.